# Aristó (metge)
Aristó (en grec antic Ἀρίστων) va ser un metge grec del que no es coneix res de la seva vida, però probablement va viure al segle V aC.
És mencionat per Galè juntament amb altres tres metges de la mateixa època, que segons ell, vivien en temps antics, uns contemporanis d'Hipòcrates i altres anteriors. Galè també diu que segons alguns autors, va escriure un tractat inclòs al Corpus Hipocràtic titulat Περι Διαίτης Ὑγιεινῆς de Salubri Victus Ratione (Relació de l'alimentació saludable). Aule Corneli Cels cita un preparat mèdic d'un metge amb aquest nom.